# MoMo 歡迎來到終末庭園
《MoMo》是日本漫畫家酒井真由的作品。於集英社的漫畫雜誌《Ribon》2008年9月號開始連載，至2011年3月號結束，全部共33回。台灣方面則是由尖端出版的《夢夢少女漫畫月刊》於2009年3月號開始連載，至2011年11月號結束。
2009年7月2日開始，廣播配信中。（VOMIC）

## 故事簡介
小田切夢是個倒楣透頂的高一生，就連在生日當天也是衰事連連，就在她沮喪不已的時刻，遇見了來自宇宙的大魔王－－桃桃，並被任命為地球的代表，如果夢沒有在自己18歲生日之前取悅桃桃7次，地球就會慘遭毀滅……此後，夢作為地球代表而拼命努力著，原本普通的生活也漸漸起了奇妙的變化……

## 登場角色

### 主要角色
※下列角色聲優代表VOMIC的聲優。
桃桃
聲優：田村ゆかり
年齡：約98億5000萬歲。
身高：112公分。
體重：18.5公斤。
為了破壞地球而來的大魔王。外表看起來像是個可愛的小女孩，但實際上在每個星球的外表都不一定相同。喜歡地球的蛋糕和自己的布偶：蹦吉。體內有兩種判斷體：「感情」和「執行」。
小田切 夢
聲優：藤田咲
年齡：16歲。
血型：A型。
星座：天秤座。
生日：9月29日。
身高：159.5公分。（作者表示，是她筆下歷代主角中最高的）
體重：4x公斤。（一忙起來搞不好只有3x公斤）
綽號．小夢。
高一。地球的代表。平易近人。一開始非常排斥被牽扯進跟桃桃有關的事件中，不過後來覺得「使桃桃高興」很有挑戰性。母親離家出走後沒再回來過，父親也很少回家。因父親背了一大筆債，導致生活困難，為此夢必須不斷的打工。曾經夢想與叶歌一起經營甜品店，但認為沒有可能實現便漸漸忘掉了。之後和叶歌在一起。

### 其他角色
沙成
聲優：間島淳司
身高：182公分。
體重：64公斤。
桃桃的隨扈，是個沉著冷靜、看起來相當神秘的人。至少從8億年前，就開始服侍桃桃。很會做飯。在單行本第七冊時表明了自己其實並非桃桃的隨扈，而是所謂的「神」。
那凪
聲優：阿部敦
身高：176公分。
體重：58公斤。
桃桃的隨扈。疾言厲色。是8億年前，某個星球的代表者，為了不讓自己的星球被破壞，所以跟桃桃一起走(湊齊第七個條件)。為了保護夢，所以跟夢一起入學，喜歡夢。但到了後來，那凪發現夢喜歡的不是自己，把她讓給叶歌。
伊東 叶歌
聲優：保志総一朗
年齡：16歲。
血型：O型。
星座：雙魚座。
生日：3月4日。
身高：171公分。
體重：54公斤。
高一。夢的兒時玩伴，是個思想單純的人，一心一意地喜歡著夢。從小體弱多病。家裡開蛋糕店。並不知道桃桃他們的目的，以為桃桃讓他看到的宇宙只是作夢。
蹦吉
桃桃的布偶。在第一話時被夢從河裡救起。被誤以為是狗，其實是貓。原本只是個普通的布偶，而後被桃桃賦予了生命，開始能行動和說話。
比克
身高：123公分。
體重：24.5公斤。
前來打倒桃桃的魔王，腦子裡只想著如何打敗桃桃的方法。似乎有不為人知的過去。
藤田 實結
高一。跟小夢同校，但不同班，大家都叫她「實結女王」。有錢人家的千金。喜歡那凪。有一段時間成為地球的代表者，打算對全世界告知桃桃的存在，後來使桃桃生氣，結果被沙成和那凪指出並不適合當代表者，所以現在代表者還是小夢，但是她並沒有死心……後來改喜歡沙成。

## 單行本
| 卷數 | 集英社         | 集英社                 | 尖端出版       | 尖端出版           | 天下出版       |
| ---- | -------------- | ---------------------- | -------------- | ------------------ | -------------- |
| 1    | 2009年2月13日  | ISBN 978-4-08-856869-0 | 2009年8月14日  | ISBN 4717702225858 | 2010年6月30日  |
| 2    | 2009年6月15日  | ISBN 978-4-08-856890-4 | 2010年3月20日  | ISBN 4717702225865 | 2010年7月31日  |
| 3    | 2009年10月15日 | ISBN 978-4-08-867015-7 | 2010年7月30日  | ISBN 4717702228651 | 2010年8月31日  |
| 4    | 2010年3月15日  | ISBN 978-4-08-867042-3 | 2011年1月18日  | ISBN 4717702229627 | 2010年9月30日  |
| 5    | 2010年8月12日  | ISBN 978-4-08-867071-3 | 2011年8月12日  | ISBN 4717702237318 | 2010年10月31日 |
| 6    | 2011年1月14日  | ISBN 978-4-08-867091-1 | 2011年11月19日 | ISBN 4717702243173 | 2011年3月31日  |
| 7    | 2011年6月15日  | ISBN 978-4-08-867125-3 | 2012年2月2日   | ISBN 4717702243180 | 2011年7月31日  |

## 外部連結
1. りぼん的官方網頁（日文）（页面存档备份，存于）
2. VOMIC的官方網頁（日文）